# Jardim Botânico de Tøyen
O Jardim Botânico de Tøyen ou Jardim Botânico Universitário, localizado em Tøyen, Oslo, é o jardim botânico mais antigo da Noruega, fundado em 1814. É administrado pela Universidade de Oslo.
O edifício mais antigo da Universidade de Oslo, a Quinta de Tøyen, que foi oferecida em 1812, localiza-se no jardim. O jardim originalmente cobria 75,000 metros quadrados, mas desde essa altura duplicou o seu tamanho. A colecção inclui aproximadamente 35,000 plantas de cerca de 7500 espécies diferentes.